# Ovidiu Burcă
Ovidiu Burcă (sinh ngày 16 tháng 3 năm 1980) là một cầu thủ bóng đá người România.

## Sự nghiệp câu lạc bộ
Ovidiu Burcă đã từng chơi cho JEF United Ichihara và Ventforet Kofu.

## Thống kê câu lạc bộ

### J.League
| Đội                 | Năm       | J.League | J.League | J.League Cup | J.League Cup | Tổng cộng | Tổng cộng |
| Đội                 | Năm       | Trận     | Bàn      | Trận         | Bàn          | Trận      | Bàn       |
| ------------------- | --------- | -------- | -------- | ------------ | ------------ | --------- | --------- |
| JEF United Ichihara | 2000      | 4        | 0        | 2            | 1            | 6         | 1         |
| Ventforet Kofu      | 2000      | 16       | 1        | 0            | 0            | 16        | 1         |
| Tổng cộng           | Tổng cộng | 20       | 1        | 2            | 1            | 22        | 2         |